# Новая Рощица
Новая Рощица — опустевшая станция в Новоспасском районе Ульяновской области России. Входит в состав Коптевского сельского поселения.

## География
Находится у железнодорожной линии Пенза-Сызрань на расстоянии примерно 15 километров на восток-северо-восток от районного центра посёлка Новоспасское.

## История
Население отсутствует ещё с 1996 года. 

## Население
Население составляло 0 человек как в 2002 году, так и по переписи 2010 года.